# Enrico Fulgenzi
Enrico Fulgenzi (ur. 3 października 1986 roku w Jesi) – włoski kierowca wyścigowy.

## Kariera
Fulgenzi rozpoczął karierę w wyścigach samochodowych w 2007 roku od startów w Citroën C1 Cup Italy, gdzie trzykrotnie stawał na podium, a raz na jego najwyższym stopniu. Uzbierane 5138 punktów zapewniło mu tytuł wicemistrza serii. W późniejszych latach Włoch pojawiał się także w stawce Porsche Cayman Cup, Trofeo Abarth 500 Europe, Włoskiego Pucharu Porsche Carrera (mistrz w 2013 roku), Światowego Pucharu Porsche Carrera oraz Porsche Supercup